# Dòng Cát Minh
Dòng Anh Em Đức Trinh Nữ Maria Diễm Phúc núi Cát Minh (tiếng Latinh: Ordo Fratrum Beatæ Virginis Mariæ de Monte Carmelo), thường gọi tắt là Dòng Cát Minh, Dòng Camêlô (người Công giáo Việt Nam phiên âm từ chữ Carmel), Dòng Kín Camêlô (nhánh nữ) là một dòng tu Công giáo, có lẽ được lập ra từ thế kỷ thứ 12 ở trên núi Carmel, Israel. Tuy nhiên các ghi chép lịch sử về nguồn gốc Dòng này vẫn chưa chắc chắn. Thánh Albert thành Giêrusalem thường được coi là người sáng lập Dòng này, tuy nhiên vài ghi chép rõ ràng về lịch sử ban đầu của Dòng Carmel còn sót lại, dường như sau này đã được các nhà nghiên cứu truyện thánh suy diễn rộng ra.

## Linh đạo và đặc sủng

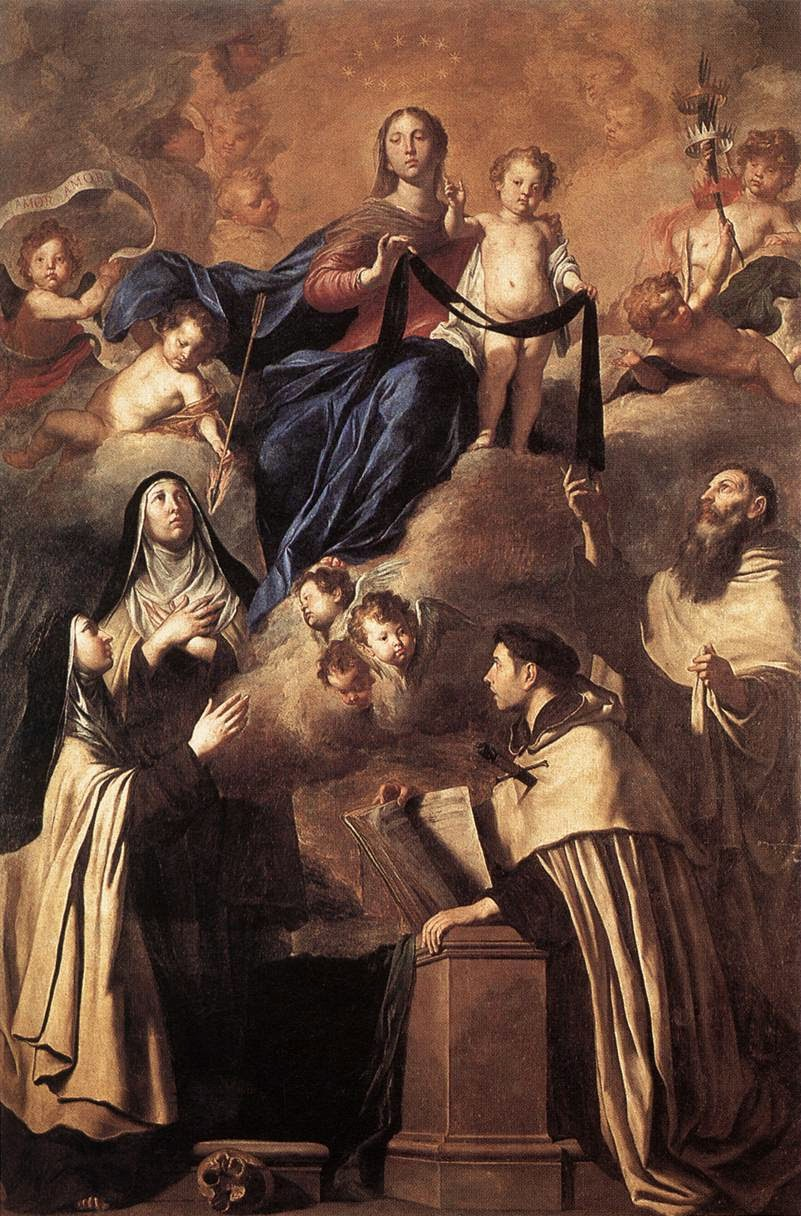
Đức Bà núi Carmel và các thánh Dòng Carmel (Simon Stock (đứng), Angelus of Jerusalem (quỳ gối), Mary Magdalene de Pazzi, Teresa thành Ávila), tranh của Pietro Novelli, 1641 (bảo tàng Diocesano, Palermo).

Linh đạo của Dòng Cát Minh sống đời sống trung thành với Đức Kitô, qua lời cam kết kiếm tìm nhan Thiên Chúa hằng sống qua ba chiều kích đó là đời sống chiêm niệm và cầu nguyện, đời sống huynh đệ cộng đoàn và đời sống phục vụ tha nhân (diakonia). Linh đạo của Dòng nhấn mạnh cả ba yếu tố nền tảng này, không phân chia, và không mang những giá trị rời rạc, nhưng đan kết chặt chẽ với nhau.
Chiêm Niệm
Ngay từ những ngày đầu, cộng đoàn Cát Minh đã chọn nhận một lối sống chiêm niệm, trong cả hai phương diện: cấu trúc và giá trị nền tảng của Dòng. Điều này được phản ảnh rõ ràng trong bản Luật dòng, trong đó đời sống được mô tả là đời sống huynh đệ, hoàn toàn tận hiến và chuyên chú cầu nguyện với Lời Chúa, ca tụng và tán dương Thiên Chúa với lòng nhiệt thành. Bản Luật muốn nói đến một cộng đoàn trong đó từng thành viên biết cởi mở đón nhận Chúa Thánh Thần vào tâm hồn mình và thiết lập những giá trị của Chúa Thánh Thần: sự khiết tịnh, những ý nghĩ thánh thiện, công bằng, tình yêu, đức tin, mong chờ ơn cứu độ, hoàn thiện công việc trong an bình, thinh lặng mà như vị Ngôn sứ đã dạy chúng ta, là tôn sùng công lý, và mang sự khôn ngoan vào lời nói và hành động; và sự phân định, "chỉ đạo và điều phối mọi nhân đức."
Huynh Đệ
Một thái độ chiêm niệm hướng đến thế giới chung quanh cho phép anh em Dòng Cát Minh khám phá ra sự hiện diện của Thiên Chúa qua các biến cố trong đời sống thường ngày và đặc biệt là thấy Người qua anh chị em của nhà Dòng. 
Bản Luật đòi buộc họ phải là "những anh em" thực thụ, nhắc nhở họ rằng phẩm chất các mối tương quan liên nhân trong cộng đoàn Cát Minh cần được phát triển và nâng cao không ngừng theo gương mẫu cảm hứng của cộng đoàn tiên khởi Jerusalem. 
Đối với Dòng Cát Minh, trở nên anh em có nghĩa là thăng tiến trong tình hiệp thông và hiệp nhất, vượt qua những đặc quyền và khác biệt, trong một tinh thần tham gia và đồng trách nhiệm, trong chia sẻ của cải vật chất, chương trình chung, và những ơn đặc sủng cá nhân; trở thành anh em cũng có nghĩa là phải quan tâm săn sóc đến tình trạng tâm lý và tâm linh lẫn nhau qua cách đối thoại và hòa giải. 
Những giá trị huynh đệ này tìm thấy cách biểu lộ và dưỡng nuôi trong lời Chúa, qua bí tích Thánh Thể và qua cầu nguyện.
Phục Vụ
Là huynh đoàn chiêm niệm, Dòng tìm kiếm nhan Thiên Chúa giữa lòng trần gian. Họ tin rằng Thiên Chúa đã thiết lập một nơi cư ngụ cho chính Người giữa dân Người, và cũng vì lý do này, huynh đoàn Cát Minh cảm thấy chính họ là một phần sống động của Giáo hội và của lịch sử – một tình huynh đệ cởi mở, có thể lắng nghe được tiếng kêu của trần gian nơi thế giới họ đang sống, vàsẵn lòng lắng nghe những nhu cầu của trần gian; sẵn sàng cả: đáp ứng những thách đố của cuộc sống và đưa ra đáp trả đích thực theo tin mừng dựa trên ơn đoàn sủng của họ. Huynh đoàn Cát Minh biểu lộ tình liên đới và sốt sắng cộng tác với những ai đang chịu đau khổ, những ai hy vọng, và những ai dấn thân tìm kiếm Nước Chúa.
Tiên Tri Elia và Maria
Nền linh đạo Cát Minh mang đặc tính trong hai nét tiêu biểu. Nét tiêu biểu thứ nhất là Tiên tri Êlia mà các tu sĩ Cát Minh đã phát triển đời sống, như họ đã thực hiện trên Núi Cát Minh nơi vị ngôn sứ này đã thực hiện những công việc vĩ đại.
Nét tiêu biểu thứ hai là sự kết hợp mật thiết với Đức Maria trong đời sống thiêng liêng, được minh chứng một cách hùng hồn với tước hiệu những anh em của Mẹ và cung hiến ngôi giáo đường đầu tiên trên Núi Cát Minh để tôn vinh Mẹ.

## Lịch sử

### Lịch sử ban đầu
Vào thời các cuộc Thập tự chinh ở Đất Thánh, các nhà ẩn sĩ đã định cư nhiều nơi trên lãnh thổ Palestine. Một số trong những nhà ẩn sĩ này "sống theo gương tiên tri Êlia, một người thánh thiện và yêu mến sự cộ tịch, đã chọn một lối sống thanh tịnh trên núi Cát Minh, gần một nguồn suối gọi là Suối Êlia. Trong những hang nhỏ, tương tự như các lỗ của tổ ong, họ sống như những con ong của Thiên Chúa, thâu lượm những mật ngọt thiêng liêng thuộc nguồn an ủi tâm linh." 
Sau đó, Thánh Alberto, Thượng Phụ thành Jerusalem đã tập trung những vị ẩn sĩ lại thành một cộng đoàn nhỏ theo yêu cầu của họ; người đã ban cho họ một quy tắc sống, diễn tả lý tưởng đời sống ẩn tu ("propositum") và phản ảnh tinh thần được gọi là hành hương về Đất Thánh và tinh thần của cộng đoàn tiên khởi Giêrusalem.
Được tình mến Đất thánh kích thích, những vị ẩn sĩ này đã thánh hiến đời mình nơi Đất thánh này cho Đấng đã cứu chuộc bằng việc đổ máu đào ra, qua đó họ có thể phục vụ Người, mặc lấy thân phận khó nghèo của đời sống tu trì, kiên trì trong sám hối thánh thiện và hình thành một cộng đoàn huynh đệ.
Lối sống này dần dần đã được các Giáo hoàng phê chuẩn: Đức Honorius III năm1226, Đức Gregory IV năm 1229 và Đức Innocent IV năm 1245. 
Cuối cùng, năm1247 Đức Innocent IV đã phê chuẩn luật này như là bản luật sống đích thực; người đã bổ sung cho phù hợp với điều kiện sống ở Tây phương. 
Việc bổ sung này trở nên cần thiết khi các tu sĩ Cát Minh bắt đầu di cư về phương Tây để tránh những cuộc bách hại, và diễn tả ước muốn hướng về một đời sống "trong đó, với sự trợ giúp của Thiên Chúa, họ có được niềm vui làm việc cho sự cứu độ của bản thân cũng như của tha nhân."

### Luật Dòng
Luật Dòng Cát Minh được ban tặng bởi thánh Albert thành Jerusalem, thượng phụ Gierusalem, trong khoảng thời gian 1206-1214. Bản luật Dòng được xem như bản luật sống dành cho các ẩn sĩ khi họ quyết định chuyển từ đời sống ẩn dật riêng tư sang đời sống cộng đoàn.
Luật Dòng nguyên thủy Cát Minh gồm 24 chương, được xem là bản luật dòng ngắn nhất trong các bản luật dòng, được gói gọn trong khoảng 2 trang đánh máy A4. Bản Luật đã phác họa ra một lực đẩy chỉ đạo cho đời sống Cát Minh, trung thành với Đức Kitô, theo tinh thần của Dòng. Các tu sĩ phải suy gẫm luật Chúa đêm ngày trong thinh lặng và cô tịch, để lời Chúa cư ngụ dồi dào trong tâm hồn và cả trên môi miệng của những người đã tuyên khấn. Họ phải cầu nguyện liên lỉ, đặc biệt là luôn tỉnh thức cầu nguyện bằng những bài Thánh Ca và Thánh Vịnh. Họ cũng phải mặc lấy áo giáp tâm linh, sống trong tình hiệp thông huynh đệ, diễn tả qua việc cử hành bí tích Thánh Thể hàng ngày, qua việc gặp gỡ huynh đệ tại các tu nghị, qua việc chia sẻ sở hữu của cải chung, qua việc sửa lỗi cho nhau trong tình yêu và huynh đệ, và qua một đời sống khổ hạnh với lao động và lòng sám hối được cắm rễ trong tin-cậy-mến, và luôn luôn thuận ý mình theo Thánh ý Chúa, tìm kiếm trong đức tin qua đối thoại, và gương phục vụ của Bề trên đối với anh em.

### Dòng Khất Thực
khoảng 1240, vùng Thánh Địa bị rơi vào tay quân Saraxens, các ẩn sĩ đã di chuyển về châu Âu. Tại châu Âu họ được mời gọi hoà mình vào với các Dòng tu Khất thực và tham gia các hoạt động tông đồ. Năm 1247 Đức Innocent IV đã bổ sung bản luật Dòng cho phù hợp với điều kiện sống ở Tây phương. Từ kết quả của việc Đức Innocent IV phê chuẩn bản Luật, huynh đoàn Cát Minh đã đặt mình vào đời sống phục vụ Giáo hội, theo lý tưởng chung các Dòng Khất Thực, và được biết đến như Dòng Huynh Đệ Tông Đồ. Tuy nhiên, họ vẫn giữ được những đặc điểm đoàn sủng riêng biệt nguyên thủy của mình; và qua nhiều thế kỷ Dòng và Giáo hội thấy rằng những đặc điểm thuộc về Dòng Cát Minh, nhất là vì có các bậc thầy về đời sống tâm linh, những người được Thiên Chúa cất nhắc lên trong Dòng.

### Các cải cách trong Dòng

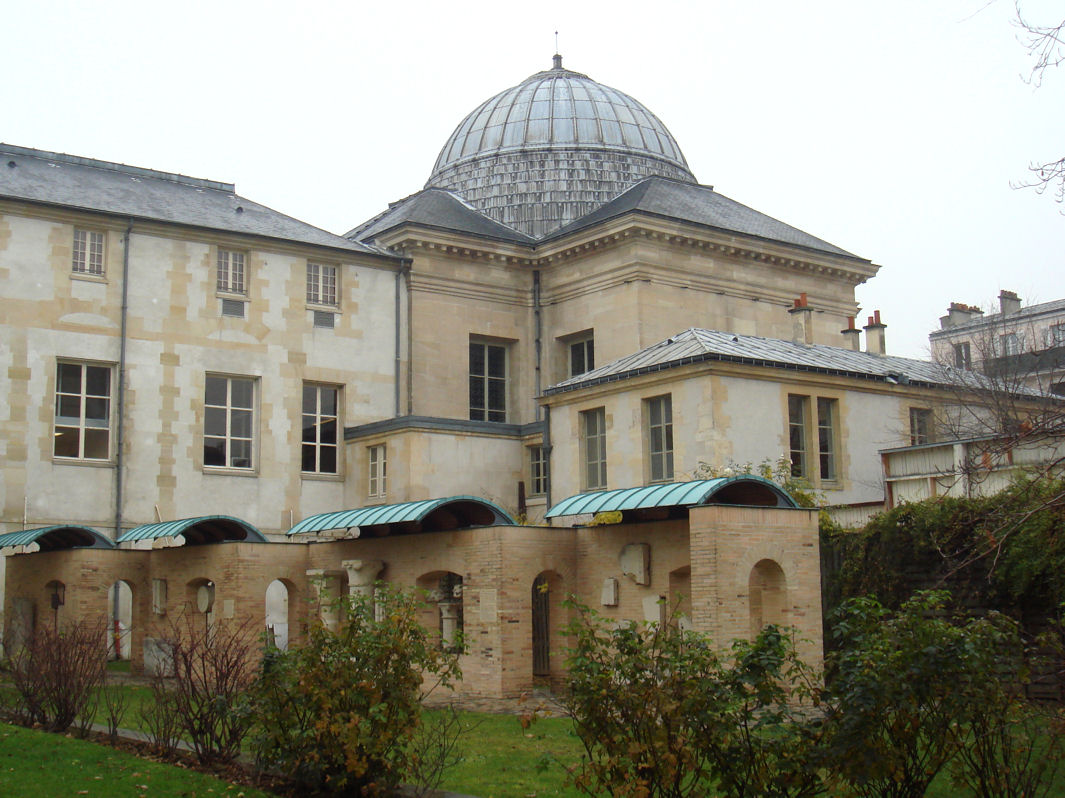
Một tu viện Carmel cổ ở Saint-Denis, Pháp, nay biến thành nhà bảo tàng: Musée d'Art et d'Histoire (Nhà bảo tàng Nghệ thuật và Lịch sử) của Saint-Denis.

Trong các thế kỷ 14 và 15, dòng Carmel, giống như các dòng tu khác, bị suy thoái và cần phải cải cách. Ngay trước năm 1433 có 3 tu viện ở Valais, Toscana và Mantua đã được cải cách bởi lời khuyên của Thomas Conecte thành Rennes và thành lập tu hội Mantua, được tuyên bố độc lập theo lệnh của giáo hoàng Eugene IV. Năm 1431 (hoặc 1432) cũng vị Giáo hoàng này đã phê chuẩn một số điều sửa đổi trong luật Dòng, và năm 1459, giáo hoàng Pius II để cho tổng bề trên quyền điều chỉnh các việc ăn chay. Thời đó, John Soreth làm tổng bề trên – và đã thành lập dòng nữ Carmel từ năm 1452 – vì vậy cho tới khi qua đời năm 1471, đã tìm cách khôi phục chủ trương tu khổ hạnh ban đầu.
Năm 1476, một sắc lệnh của giáo hoàng Sixtus IV cho phép thành lập dòng Ba Carmel, và có luật dòng đặc biệt vào năm 1635, được tu chỉnh năm 1678. Thế kỷ 16 có nhiều cải cách sớm bị bãi bỏ, tuy nhiên chưa tới hậu bán thế kỷ này thì một cuộc cải cách triệt để dòng Carmel được thực hiện bởi thánh nữ Têrêsa thành Avila, người mà, cùng với thánh Gioan Thánh Giá, đã lập ra Dòng Carmel đi chân đất (không đi giầy).
Ngoài việc quan tâm tới sự ra đời của đạo Tin Lành, dòng Carmel bây giờ được đưa vào một chủ trương tu khổ hạnh mới và lòng nhiệt thành. Năm 1593, "dòng Carmel đi chân đất" có một tổng bề trên riêng, và năm 1600 họ trở nên quá nhiều đến nỗi cần phải chia thành 2 tu hội của Tây Ban Nha và của Ý, hoặc St. Elise, tu hội sau gồm mọi tỉnh dòng, ngoại trừ Tây Ban Nha. Từ đó trở đi có 4 tổng bề trên dòng Carmel: tổng bề trên của các tu sĩ tuân giữ luật cách nghiêm ngặt (Observantines), tổng bề trên của tu hội độc lập Mantua, và 2 tổng bề trên của 2 tu hội Carmel đi chân đất. Các cải cách khác trong dòng là những cải cách ở Touraine và Mantua.
Chính các tu sĩ Carmel đi chân đất đã lãnh nhiệm vụ khó khăn là đòi lại địa điểm nguyên thủy nơi dòng Carmel khởi đầu và lập ra tu viện Stella Maris Monastery (tu viện Ngôi sao biển) trên núi Carmel, lúc đó dưới sự cai trị của các người Hồi giáo và là đối tượng gây chiến tranh của Đế quốc Ottoman.

### Các tranh cãi với các dòng tu khác
Vào giữa thế kỷ 17, dòng Carmel đã đạt tới tột đỉnh. Tuy nhiên, vào thời kỳ này dòng dính líu vào các vụ gây tranh cãi với các dòng khác, đặc biệt với dòng Tên. Các mục tiêu công kích đặc biệt là nguồn gốc truyền thống của dòng Carmel và nguồn của áo choàng vai của họ. Trường thần học Sorbonne, đại diện bởi Jean Launoy, tham gia phe dòng Tên trong các cuộc bút chiến chống dòng Carmel.
Tác giả Daniel Papebroch, thuộc hội Bollandist người biên tập bộ sách Acta Sanctorum, được Sebastian of St. Paul của dòng Carmel đáp lại với sự cáo buộc mạnh mẽ chống lại tính chính thống của các bài viết của đối thủ, khiến cho chính sự tồn tại của các người Bollandists bị đe dọa. Tuy nhiên hiểm họa đã được ngăn chặn, và năm 1696 một sắc lệnh của Juan Tomás de Rocaberti, tổng Giám mục Valencia kiêm tổng dự thẩm Tòa án dị giáo, cấm mọi cuộc tranh cãi thêm giữa dòng Tên và dòng Carmel. Hai năm sau, ngày 20.11.1698, giáo hoàng Innocent XII ra chiếu thư kết thúc dứt khoát việc tranh cãi này và sẽ phạt vạ tuyệt thông cho ai vi phạm.

### Lịch sử hiện đại
Cuộc cách mạng Pháp, việc thế tục hóa ở Đức, và các hậu quả về dòng tu tôn giáo sau khi thống nhất nước Ý là những tai hại lớn cho dòng Carmel. Ở thập niên cuối cùng của thế kỷ 19, chỉ có khoảng chừng 200 nam tu sĩ dòng Carmel trên khắp thế giới. Tuy nhiên, vào đầu thế kỷ 20, nhờ sự lãnh đạo mới và việc ít can thiệp chính trị đã làm cho Dòng hồi sinh. Các tỉnh dòng còn tồn tại bắt đầu tái lập các tỉnh dòng đã tan vỡ. Việc chuẩn bị thần học của các tu sĩ dòng được tăng cường, đặc biệt nhờ việc thiết lập trường thánh Albert ở Rome.

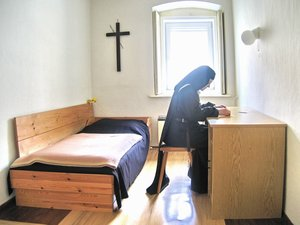
Một nữ tu sĩ dòng Carmel đọc sách trong phòng nhỏ cá nhân của mình ở tu viện

Năm 2001, số tu sĩ tăng lên khoảng 2.100 nam tu sĩ trong 25 tỉnh dòng, 700 nữ tu sĩ sống khép kín trong 70 tu viện, và 13 tu đoàn chi nhánh. Ngoài ra, dòng Ba Carmel của các người thế tục là khoảng 25.000-30.000 người trên khắp thế giới. Các tỉnh dòng tồn tại ở Ý, Tây Ban Nha, Đức, Hà Lan, Anh, Ireland, Malta, Ba Lan, Hoa Kỳ, Canada, Brasil, Singapore, Indonesia và Úc. Các cộng đoàn trực tiếp dưới quyền của Tổng bề trên có mặt ở Bồ Đào Nha, Cộng hòa Séc, Philippines, và Pháp. Các phái bộ truyền giáo Carmel ở Litva, România, Burkino Faso, Zimbabwe, Tanzania, Cameroon, Mozambique, Kenya, Ấn Độ, Brasil, Peru, Bolivia, Colombia, México, Trinidad, Venezuela, Cộng hòa Dominica và Argentina. Các tu viện kín dành cho nữ tu ở Ý, Ireland, Tây Ban Nha, Đức, Hà Lan, Brasil, Peru, Hoa Kỳ, Phần Lan, Kenya, Philippines, Nicaragua, Indonesia và Cộng hòa Dominica. Các cộng đoàn ẩn sĩ nam hay nữ hiện diện ở Hoa Kỳ, Pháp, Ý, Indonesia, Việt Nam và Brasil.
Dòng Carmel đi chân đất vẫn đứng đầu ở tu viện Muhraka. Tu viện này nằm cách Haifa khoảng 25 km về phía nam, bên phía đông của núi Carmel, trên khu vực trước đây có hàng loạt tu viện. Đây là nơi mà các Kitô hữu, tín đồ Do thái giáo và tín đồ Hồi giáo tin là nơi tiên tri Elijah đối đầu với giáo sĩ Baal (1 Sách các Vua, 18:20-40). Tên của tu viện – Muhraka – có nghĩa là "nơi nóng bỏng", nhắc trực tiếp tới sự việc tường thuật trong Thánh Kinh.
Có nhiều nhân vật tu sĩ dòng Carmel nổi bật trong thế kỷ 20 trong đó có thánh nữ thánh Têrêsa thành Lisieux, cũng gọi là Têrêsa Hài đồng Giêsu (Thérèse de l'Enfant Jésus) một trong số 3 nữ tiến sĩ Hội Thánh duy nhất của Giáo hội Công giáo, nổi tiếng với quyên hồi ký "Truyện một tâm hồn"; Titus Brandsma, một học giả kiêm nhà văn Hà Lan bị giết ở Trại tập trung Dachau vì lập trường chống Đức quốc xã của ông; và thánh nữ Teresa Benedicta Thánh giá (tức Edith Stein), một triết gia người Do Thái cải sang đạo Công giáo, người cũng bị Đức quốc xã cầm tù và chết trong trại Auschwitz. Thánh Raphael Kalinowski (1835-1907), tu sĩ khất thực vv...

## Áo dòng và áo choàng vai
Lối sống nguyên thủy của Dòng đã thay đổi cho phù hợp với lối sống của các dòng khất thực theo sáng kiến của thánh Simon Stock và theo lệnh của giáo hoàng Innocent IV. Áo choàng (không tay) trước kia của dòng có màu đen và trắng hoặc nâu và sọc trắng bị loại bỏ, và họ mặc cùng loại áo dòng như các tu sĩ dòng Đa Minh, ngoại trừ áo khoác màu trắng. Họ cũng mượn nhiều điều từ luật dòng Đa Minh và dòng Phan xi cô. Y phục khác biệt của họ là áo choàng vai bằng vải màu xám và 2 sọc, che ngực và lưng. Theo truyền thuyết, đây là áo choàng vai do chính Đức Mẹ đích thân trao cho thánh Simon Stock, khi hiện ra với ông và hứa rằng mọi người mặc áo này khi chết sẽ được cứu rỗi. Một phiên bản thu nhỏ áo choàng vai Carmel (gọi là ảnh áo đức bà núi Carmel) rất được người Công giáo ưa chuộng. Người ta tin rằng nếu mang ảnh áo này và cầu nguyên thường xuyên mỗi ngày, thì khi hấp hối sẽ được ơn cứu rỗi.

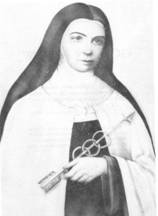
Nữ tu sĩ Marie of St Peter với mũi tên vàng. Ba vòng tròn tượng trưng cho Chúa Ba Ngôi.

## Ngày nay
Ngày nay, dòng Carmel hay còn gọi là Cát Minh hoặc Camêlô chia thành 2 ngành chính:
- Order of Carmel, viết tắt là O.Carm. Dòng vẫn theo luật cũ nhưng đã được bổ sung bởi Đức Giáo hoàng Innocent IV (không cải cách và đi giày).
- Order of Carmel Discalced gọi tắt là O.C.D., hay là Cát Minh Về Nguồn, hoặc Cát Minh Têrêxa. Dòng theo luật ẩn tu nguyên thủy (đã cải cách và không đi giày).

Hai dòng cải cách hiện có khoảng 4.000 nam tu sĩ và 12.000 nữ tu sĩ trên khắp thế giới. Ngoài ra còn rất nhiều người theo Dòng Ba Carmel (thế tục).

## Các thánh nổi tiếng
Các thánh Têrêsa thành Ávila, Gioan Thánh Giá và Têrêsa thành Lisieux (cũng gọi là Têrêsa Hài đồng Giêsu), 3 vị thánh được phong là tiến sĩ Hội thánh, là 3 vị thánh lớn của dòng Cát Minh.

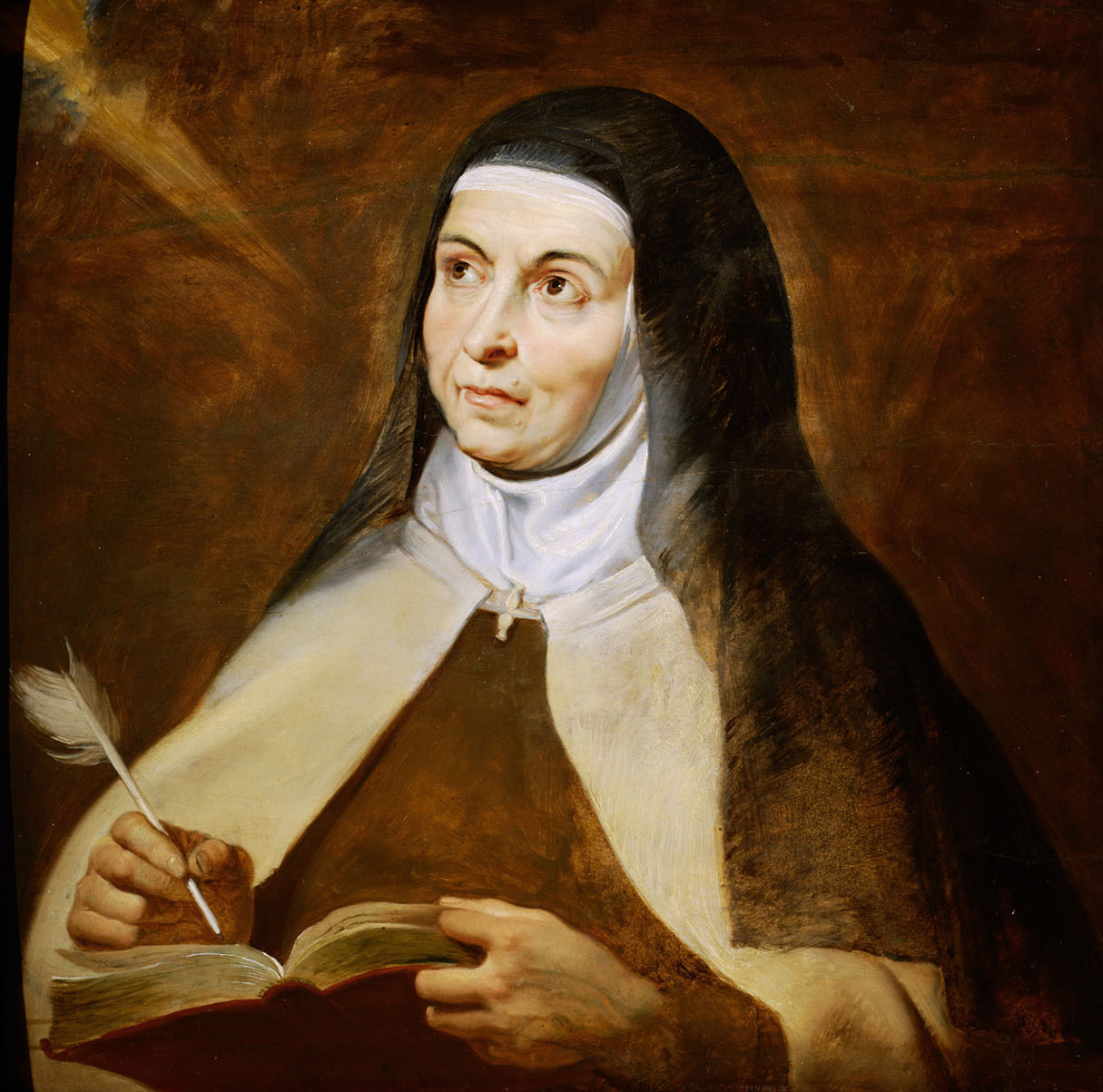
Têrêsa thành Ávila tranh của Rubens
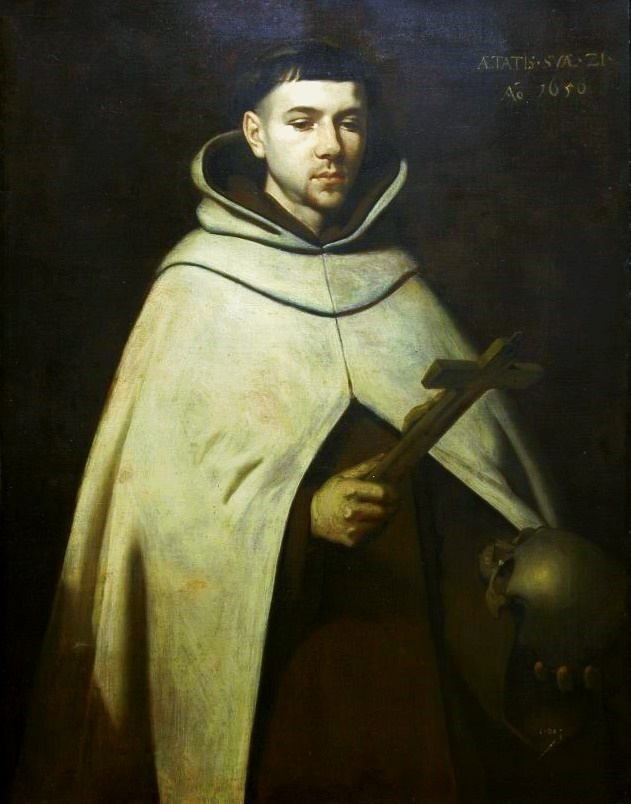
Gioan Thánh Giá

## Một số nhân vật tiêu biểu dòng Carmel
- Antónia d'Astónaco
- tu sĩ Lawrence
- nữ tu Lúcia Fátima, tức Lúcia Santos (22.3.1907-13.2.2005), một trong 3 trẻ được thấy Đức Mẹ Maria hiện ra ở Fatima năm 1917)
- Nuno of Saint Mary
- Mary Magdalene de Pazzi
- Francisco Palau
- Angelo Paoli
- Edith Stein
- Simon Stock
- Teresa of the Andes
- Jan Tyranowski

### Các tác phẩm chính của dòng
- Têrêsa thành Avila, Camino de perfección (Con đường để hoàn thiện)
- Têrêsa thành Avila, Vida de Santa Teresa de Jesús (Cuộc đời của thánh Têrêsa Giêsu)
- Thérèse d'Avila, Castillo Interior ou las Moradas" (Lâu đài nội tâm hay các nơi cư ngụ)
- Jean de la Croix, Les Cantiques spirituels
- Jean de la Croix, La Montée du Carmel
- Jean de la Croix, La Nuit obscure
- Jean de la Croix, La Vive Flamme d’amour
- Thérèse de Lisieux, Histoire d'une âme
- P. Marie-Eugène de l'Enfant-Jésus, Je veux voir Dieu